# Faramarz
Фарамарз — один из сыновей легендарного арийского героя Рустама. Герой эпоса Фирдоуси "Шах-намэ" (983 г.).
Среди этих детей Фарамарз был его старшим сыном, но Рустам никогда не смотрел на него как на сына. Так что, даже когда Рустам был осаждён в крепости Урарту в Урарту, когда он возвращался от персидского царя  Кира II, Фарамарз был рядом с ним и сражался с ним плечом к плечу. Так как он даже не был уверен, что  Фарамарз его сын, то никогда не обращал на него внимания. Матерью Фарамарза была "горянка по имени Суруш", дочь Арджаспина, кузнеца из Ирана.
Он был из Келхора, недалеко от города-крепости Задракарта (Забул, запад. Иран), Тали О Хиркания.
Фарамарз был очень сильным, могущественным и искусным фехтовальщиком на мечах. Единственная разница между ним и его отцом заключалась в том, что он был очень терпелив. Тот факт, что он был таким терпеливым, в отличие от Рустама, привёл к тому, что он расстался с отцом, когда был ещё молодым. По этой причине Фарамарз большую часть своей жизни провёл с матерью. И он нашёл Рустама с браслетом, который он (Рустам) подарил своей матери. Радость Фарамарза длилась недолго, когда он нашёл своего отца. Потому что его отец Рустам был таким величественным и могущественным, но при этом был равнодушным человеком.
Одной из главных причин, по которой между ним и Рустамом не было большой разницы, было то, что его отец познакомился с матерью в очень раннем возрасте, когда  его отец ещё не знал ни  ни Ларкиан, ни Тахмиру.
Согласно "Шахнамэ" (глава 183)  Рустам долгое время скрывал ото всех, что Фарамарз — его сын. Несмотря на всё это, Фарамарз не забывал его  после встречи с отцом и всегда заботился о нём.
На практике Фарамарз был Рустаму не сыном, а верным другом и доверенным лицом. Этим  он больше походил на своего младшего дядю Фарнага. Таким образом, как и его дядя Фарнаг, Фарамарз был человеком очень мало говорящим и легко довериявшим всему и всем. Самым интересным в нём было то, что он мало тяготел к женщинам. Эпос "Шах-намэ" рассказывает, что "как и его дядя Фарнаг, он не спит по ночам, и каждую ночь сидит у дверей отцовской комнаты и караулит его до утра". Несмотря на все это, Рустам все же холоден к нему, он относительно безразлично смотрит на него "и продолжает свой путь".
См: Агшин Алие. Томирис(Тахмира) царица массагетов. Б-2021https://online-knigi.com.ua/page/2000856